# Affaire Rachel
Ne doit pas être confondu avec Affaire Rachel Singer.
L'affaire Rachel est une affaire judiciaire concernant l'autisme en France. Elle débute en 2013 par la dénonciation d'une mère de famille auprès de l'aide sociale à l'enfance du département de l'Isère, suivie par la décision du tribunal de Grenoble de placer les trois enfants de cette femme divorcée en foyer d'accueil. Rachel est accusée par les services de protection infantile d'inventer des troubles du développement à ses enfants en raison d'un syndrome de Münchhausen par procuration. Deux des enfants et leur mère sont diagnostiqués avec une forme d'autisme au Centre Ressources Autisme de leur région, mais la décision de placement est maintenue par la cour d'appel de Grenoble. 
Cette affaire est fortement médiatisée par les associations françaises du domaine de l'autisme à partir de l’été 2015, sur les réseaux sociaux puis dans la presse, mobilisant l'opinion publique contre la pression mise sur les mères d'enfants autistes. L'affaire Rachel s'inscrit dans le contexte de la bataille de l'autisme. Les associations de parents d'enfants autistes et l’avocate de Rachel y voient une affaire emblématique de la méconnaissance de l'autisme en France, et de l’influence des théories psychanalytiques, abandonnées dans les autres pays occidentaux. La secrétaire d'État Ségolène Neuville a déclaré publiquement son soutien à Rachel ; Sophie Cluzel, également secrétaire d'État, a fait référence à Rachel le 6 juillet 2017 au palais de l'Élysée.

## Contexte
L'affaire Rachel s'inscrit dans le contexte de la bataille de l'autisme en France. Il existe en effet une opposition de longue date entre personnes favorables à une interprétation psychanalytique de l'autisme, et personnes favorables à une approche basée sur les neurosciences, excluant la psychanalyse. Comme le souligne la sociologue française Christine Philip, « les professionnels qui tiennent les postes clés […] sont majoritairement encore formés à l’approche psychanalytique. Ce qui engendre, dans cette affaire Rachel comme dans bien d’autres, beaucoup de difficultés comme les familles le déplorent ». Cette opposition s'est encore accentuée avec les recommandations de la Haute Autorité de santé émises en 2012, décrivant le recours aux théories psychanalytiques comme non consensuel dans le domaine de l'autisme.

## Déroulement
En 2012, Rachel, une mère de famille originaire de Saint-Marcellin en Isère,, socialement défavorisée et séparée depuis peu, s’occupe de ses enfants âgés de un à six ans. En mars 2013, les services sociaux de l'Isère reçoivent un signalement anonyme concernant ses trois enfants, présumés en danger s'ils restent avec leur mère.
En 2015, cette mère de famille isolée de 29 ans, divorcée depuis un an, fait l'objet d'un signalement préoccupant de la part d'un hôpital de jour auprès de l'aide sociale à l'enfance (ASE) de son département, c'est-à-dire d'une remise en cause de la qualité de son milieu familial. Le service hospitalier concerné l'accuse « d'évoquer un faux diagnostic d'autisme pour ses trois enfants », puisqu'elle leur fait passer de nombreux examens médicaux. Rachel est soutenue par l'association Envol Isère Autisme.
La décision de placement des enfants de Rachel est prononcée le 10 juillet 2015 par le tribunal de Grenoble. Elle s'appuie sur une expertise psychiatrique demandée par le juge à une pédopsychiatre, qui conclut que les trois enfants ne sont pas autistes et que Rachel souffre d'un syndrome de Münchhausen par procuration, signifiant qu'elle provoque ou imagine elle-même des troubles chez ses enfants dans le but d'attirer l'attention sur elle,,. L'aliénation parentale est également retenue[réf. nécessaire] contre Rachel dans cette première décision judiciaire, qui évoque un « comportement maternel inquiétant, empreint de nomadisme médical ». La décision judiciaire de placement devient effective le 5 août 2015, sur ordre du conseil général de l'Isère, de façon imprévue car de nombreuses personnes pensaient que Rachel bénéficierait d'un délai en raison des congés estivaux. Les trois enfants (alors âgés de 4, 6 et 8 ans) sont placés en foyer d'accueil. 
Fin août, des associations de parents d'autistes font pression pour que les enfants de Rachel soient examinés au Centre Ressources Autisme (CRA) de la région Rhône-Alpes, malgré l'opposition du foyer d'accueil, qui affirme ne pas disposer de suffisamment de personnel pour les y accompagner. Le 2 septembre 2015, des diagnostics d'autisme sont posés : troubles du spectre de l'autisme (TSA) pour le cadet, trouble du déficit de l'attention avec hyperactivité pour le benjamin et syndrome d'Asperger (inclus aux TSA) pour l'aînée et Rachel elle-même,,. Rachel exprime son soulagement sur Facebook, notant que le CRA confirme qu'elle avait raison de s'inquiéter pour ses enfants, et lui « redonne une place de mère ». L'avocate de Rachel, spécialisée dans les questions juridiques relatives à l'autisme, Maître Sophie Janois, fait alors appel de la décision de placement en soulignant l'existence de ces diagnostics d'autisme, ainsi que l'opposition du médecin qui les a posés au placement des enfants, mais sans succès,. 
Le 26 février 2016, la décision judiciaire de placement est maintenue par la cour d'appel du tribunal de Grenoble, qui estime dans le jugement rendu que « les mineurs doivent être protégés de la représentation invalidante et alarmiste que la mère a de ses enfants ». Le placement est de nouveau prolongé par le tribunal de Grenoble le 8 juin 2016, la cour le justifie par une « bonne évolution globale des enfants ». Le 7 juillet 2017, un troisième jugement reconnaît les diagnostics d'autisme et demande une nouvelle expertise médicale, mais prolonge le placement jusqu'au 31 août 2018, au motif « qu'un retour à la maison entraînerait des effets sur les enfants, qui peuvent encore facilement s'inquiéter pour leur mère ».
La réalisatrice Marion Angelosanto filme Rachel durant deux années pour la réalisation de son documentaire « Rachel, l’autisme à l’épreuve de la justice ». Le documentaire est diffusé à l'occasion de la Journée mondiale de sensibilisation à l'autisme de 2019, jusqu'au 6 avril 2019 sur la chaîne française Public Sénat. Dans ce documentaire, la réalisatrice déclare que la santé des trois enfants n'a cessé de se dégrader depuis qu'ils sont séparés de leur mère.

## Soutiens à Rachel
L'affaire Rachel est médiatisée sur les réseaux sociaux (Facebook et Twitter) à partir de l’été 2015. Le premier message appelant à la mobilisation est posté dans un groupe Facebook privé dédié à l'autisme par l'avocate de Rachel. De nombreux parents d'enfants autistes réagissent. La présidente d'Autisme France Danièle Langloys se montre particulièrement active sur les réseaux sociaux. Des images sur fond noir intitulées « Je suis Rachel », inspirées par le modèle « Je suis Charlie », remplacent la photo de profil de certaines personnes mobilisées. Une cagnotte est ouverte pour soutenir financièrement Rachel. La mobilisation s'intensifie en août 2015, lorsque la décision de placement est appliquée. En septembre, un collectif de 127 associations publie un premier communiqué de presse qui remet en cause la légitimité des experts qui ont ignoré les diagnostics d'autisme des enfants de Rachel,. Parmi ces association, figurent notamment Autisme France et le collectif EgaliTED. La sociologue Christine Philip analyse cette action comme « une sorte de retour à l'envoyeur des usagers vers certains professionnels, lorsque les parents posent la question de savoir de quel côté se trouvent l'injustice et la maltraitance ». Le Conseil départemental de l'Isère répond à son tour par un communiqué dénonçant le précédent comme une action « médiatique et scandaleuse » et une « diffamation ». Il appelle à respecter la décision de justice qui a été prononcée.
Ce sont ensuite 145, et en juin 2016, plus de 200 associations du domaine de l'autisme en France, qui souhaitent ériger cette affaire en emblème des discriminations contre les personnes autistes, notamment en organisant des happenings,,. 
Rachel a également reçue le soutien de Magali Pignard, mère d'un enfant autiste et elle-même diagnostiquée, qui porte cette affaire à l'attention de l'Organisation des Nations Unies (ONU) en octobre 2015, soulignant le risque des mères isolées de se voir enlever leurs enfants autistes.
Danièle Langloys dénonce la pression mise sur « des mamans seules, vivant avec le RSA, qui trinquent », précisant qu'elle n'avait « jamais vu une telle cruauté mentale à l'égard d'une femme » en vingt ans. L'avocate Sophie Janois a soulignée que le syndrome d'Asperger de Rachel la rend vulnérable lors d'un débat oral dans un tribunal, en raison de son « ton monocorde et sa prise de contact froide, sans émotion ». Cette particularité est également soulignée par Magali Pignard, qui insiste sur le comportement des femmes autistes, pouvant être perçu comme décalé et inadapté aux conventions sociales.
La secrétaire d'État aux personnes handicapées Ségolène Neuville s'est déclarée « totalement mobilisée pour que cette maman puisse le plus rapidement possible retrouver ses trois enfants » le 25 janvier 2016, lors du congrès annuel de l'association Autisme France,. Le 6 juillet 2017, lors du lancement du 4e plan autisme, Danièle Langloys a de nouveau demandé la restitution des enfants, et la secrétaire d'État Sophie Cluzel a déclaré que Rachel « vient de se voir une nouvelle fois séparée de ses trois enfants avec autisme ». 
Une pétition a été lancée par plusieurs associations en juillet 2017, pour demander notamment une délocalisation de cette affaire, mais les enfants restent (février 2018) séparés de leur mère.

## Analyse et conséquences
L'affaire Rachel illustre les conséquences potentielles d'une mauvaise lecture des relations mère-enfant, lorsque la mère est autiste. C'est l'une des affaires de « placement abusif » d'enfants d'une mère autiste qui ont été médiatisées en France.

### Remise en cause de l'Aide sociale à l'enfance
Le fonctionnement de l'aide sociale à l'enfance (ASE) en France a fait l'objet de remises en question. Danièle Langloys, présidente de l'association Autisme France, a dénoncé des « dysfonctionnements » dans un rapport consacré aux droits des femmes, rendu en juin 2016. Dans son article sur le site Handicap.fr, la journaliste Emmanuelle Dal'Secco a demandé qu'une meilleure formation à l'autisme soit dispensée aux professionnels de l'ASE, car « certains comportements peuvent en effet être interprétés comme la conséquence de maltraitance alors qu'ils sont spécifiques aux troubles du spectre de l'autisme ».
L'existence de cette affaire pousse d'autres parents, en particulier des mères d'enfants avec troubles envahissants du développement, à témoigner avoir reçu des accusations d'être responsables de l'état de leurs enfants par les services sociaux,, notamment pour les besoins du rapport de l'association Autisme France.
La mobilisation d'associations sur l'affaire Rachel, en particulier celle d'Autisme France et du collectif EgaliTED, a abouti à la création de la mesure no 38 en annexe du Troisième plan autisme, et à la création d'un décret visant à préciser les modalités d'évaluation des informations préoccupantes, de manière à « favoriser le recours aux experts dans les situations qui le justifient », notamment en cas de diagnostic ou de suspicion de troubles du spectre de l'autisme.
En 2017, la secrétaire d'État Sophie Cluzel déclare au Figaro qu'elle travaille avec l'ASE afin d'éviter la répétition d'autres affaires comme celle de Rachel, dans le cadre du Quatrième plan autisme. Le service de protection infantile de l'Isère n'a pas fait de commentaires, évoquant un dossier « sensible » et demandant l'application de l'ordonnance du juge pour protéger les enfants. Le 23 mars 2018, l'écrivain et militant français Hugo Horiot accuse le tribunal de Grenoble de corruption avec les services sociaux de l'enfance.

### Contestation des théories psychanalytiques
Une autre conséquence de cette affaire est une forte contestation des autorités qui font appel aux interprétations psychanalytiques de l'autisme, en particulier dans le cadre des affaires judiciaires et médico-sociales : Christine Philip l'analyse comme une « confrontation entre experts et témoins », mais aussi entre les experts de l'autisme eux-mêmes. L'avocate de Rachel et plusieurs associations de parents accusent la psychanalyse en France d'être responsable de l'assimilation de l'autisme à une psychose infantile, et de promouvoir la théorie scientifiquement invalide selon laquelle l'autisme peut être causé par une mauvaise relation mère-enfant. Sophie Janois estime aussi que la première décision du tribunal valide « une vision psychanalytique de l'autisme en retard de 50 ans », et accuse Rachel de provoquer les troubles de ses enfants au détriment de l'expertise du Centre Ressources Autisme. En effet, le maintien de la décision de placement malgré les diagnostics d'autisme rappelle la théorie scientifiquement discréditée de Bruno Bettelheim, exposée notamment dans son ouvrage La Forteresse vide, prétendant guérir l'autisme par une séparation entre parents et enfants. La sociologue Christine Philip note que « ce syndrome de Münchhausen par procuration va tout à fait dans le sens d’une reconnaissance de la responsabilité de la mère dans ces troubles, conformément à l’approche psychanalytique classique ». 
L'avocate Sophie Janois s'étonne que le rapport du professeur Joaquin Fuentes, un pédopsychiatre pour enfants et adolescents membre de l’association internationale de psychiatrie, ait été ignoré, alors que d'après lui « une maman atteinte du syndrome de Münchhausen par procuration ne fabule pas sur l’autisme ». Sophie Janois s’exprime aussi dans l'ouvrage Autisme la grande enquête en mettant en cause l'influence des théories psychanalytiques présentes dans le rapport retenu par le juge, imputant la responsabilité de la mère dans les comportements « préoccupants » de ses enfants. Elle souligne aussi dans la presse que ce juge expert consulté par le tribunal est un psychanalyste lacanien. 
Dans son rapport alternatif de juin 2016, Autisme France propose de « sanctionner les dérives des experts judiciaires et des juges des enfants ou juges en appel qui se permettent de contester les diagnostics d’autisme pour enlever les enfants à leurs mères », et de « demander au comité scientifique de l’Association des Centres de Ressources Autisme une mise au point sur le syndrome de Münchhausen par procuration, diagnostic que les juges, en violation du Code de Santé Publique, se permettent de poser en audience ».
Le 8 février 2018, un article du périodique britannique The Guardian accuse l'influence de la psychanalyse d'être responsable de séparations entre mères et enfants autistes, et souligne que the Rachel affair est devenue le symbole du « scandale d'état » que représente l'autisme en France aux yeux des parents d'enfants autistes français.